# Сенак, Невилл
Сэр Эммануэл Невилл Сенак (англ. Sir Emmanuel Neville Cenac, род. 24 ноября 1939) — генерал-губернатор Сент-Люсии с 12 января 2018 года по 31 октября 2021 года.

## Биография
Брат Уинстона Сенака, в 1981—1982 годах занимавшего пост премьер-министра Сент-Люсии в качестве главы Лейбористской партии Сент-Люсии. После отставки брата и последующих выборов, на которых лейбористы потерпели поражение, возглавил партию и стал официальным лидером оппозиции. На этом посту в декабре 1982 года выступил против отставки генерал-губернатора Босуэлла Уильямса, которого новый глава правительства Джон Комптон обвинил в превышении полномочий, поскольку тот отверг бюджет, предложенный двумя годами ранее правительством Аллана Луизи (однопартийца Сенака), что привело к отставке последнего.
В 1987 году после неудачи лейбористов на очередных парламентских выборах Сенак перешёл в ряды правящей консервативной Объединённой рабочей партии и занял в правительстве Комптона пост министра иностранных дел. Затем в 1993—1997 годах был председателем Сената.